# Far from Heaven
Far from Heaven er en amerikansk dramafilm fra 2002 instrueret og skrevet af Todd Haynes og produceret af George Clooney og Steven Soderbergh. Filmen var nomineret til fire Oscars, bl.a. bedste fotografering (Edward Lachman), bedste originale manuskript (Todd Haynes) og bedste kvindelige hovedrolle (Julianne Moore), men vandt ingen.

## Medvirkende
- Julianne Moore som Cathy Whitaker
- Dennis Quaid som Frank Whitaker
- Dennis Haysbert som Raymond Deagan
- Patricia Clarkson som Eleanor Fine
- Viola Davis som Sybil
- James Rebhorn som Dr. Bowman
- Michael Gaston som Stan Fine
- Ryan Ward som David Whitaker
- Lindsay Andretta som Janice Whitaker
- Jordan Puryear som Sarah Deagan
- Celia Weston som Mona Lauder
- Barbara Garrick som Doreen